# Сантус, Эванжелиста
Эванжели́ста Са́нтус (порт.-браз. Evangelista Santos; 12 декабря 1977, Куритиба) — бразильский боец смешанного стиля, представитель средней, полусредней и полутяжёлой весовых категорий. Выступает на профессиональном уровне начиная с 1997 года, известен по участию в турнирах таких бойцовских организаций как Pride, Strikeforce, Bellator, Pancrase, Cage Rage, Jungle Fight, World Victory Road и др.

## Биография
Эванжелиста Сантус родился 12 декабря 1977 года в городе Куритиба, штат Парана. В разное время занимался такими единоборствами как бразильское джиу-джитсу, тайский бокс, лута-ливре. Тренируясь под руководством признанного мастера Кристиану Марселлу, удостоился чёрного пояса по БЖЖ.
Дебютировал в смешанных единоборствах в ноябре 1997 года, за один вечер заставил сдаться двоих соперников, но в поединке с третьим проиграл техническим нокаутом. После некоторого перерыва в 2001 году вернулся в ММА и начал участвовать в турнирах различных бразильских промоушенов, а также побывал на турнире «Сборная США против сборной Бразилии» в Венесуэле, где взял верх над двумя противниками из трёх. В 2003 году выступил на турнире Pancrase в Японии, отправив в нокаут местного японского бойца уже в начале первого раунда. Кроме того, в этом году встречался со знаменитым соотечественником Маурисиу Руа и проиграл ему техническим нокаутом на девятой минуте первого раунда. Позже отметился победой на первом турнире новообразованного бразильского промоушена Jungle Fight и вновь выступил в Pancrase, проиграв единогласным решением судей японскому ветерану Юки Кондо.
В дальнейшем активно выступал в британской организации Cage Rage, дважды претендовал здесь на титул чемпиона мира в полутяжёлой весовой категории, однако оба чемпионских боя проиграл, в том числе потерпел поражение нокаутом от известного голландского кикбоксера Мелвина Манхуфа. В 2006 году выступил на двух турнирах крупной японской организации Pride Fighting Championships, сначала проиграл болевым приёмом «американа» дзюдоисту Кадзухиро Накамуре, потом выиграл удушающим приёмом сзади у профессионального боксёра Ёсукэ Нисидзимы. В 2008 году в Канаде уступил техническим нокаутом знаменитому армянскому бойцу Гегарду Мусаси и дважды подрался на турнирах World Victory Road в Японии (болевым приёмом на ахиллово сухожилие сумел победить олимпийского чемпиона по дзюдо Макото Такимото).
Имея в послужном списке шестнадцать побед и двенадцать поражений, в 2009 году Сантус подписал контракт с крупным американским промоушеном Strikeforce. После поражения Джоуи Вильясеньору и победы над Марюсом Жаромскисом в 2011 году удостоился права оспорить титул чемпиона в полусредней весовой категории, который на тот момент принадлежал американцу Нику Диасу. Бой между ними продлился почти до конца второго раунда — в концовке Диас успешно провёл рычаг локтя, и Сантус был вынужден сдаться. Далее Эванжелиста Сантус должен был драться с англичанином Полом Дейли, но не смог выйти на этот бой из-за травмы плеча. В итоге провёл в Strikeforce ещё один поединок, был забит локтями новичком Джорданом Мейном. В течение почти двух лет из-за травм не приглашался на турниры, в результате после долгого периода простоя попросил организацию освободить его от контрактных обязательств.
В 2013 году выиграл один бой в Бразилии, в 2014-м в матче-реванше с Мелвином Манхуфом вновь уступил голландцу нокаутом. В начале 2016 года резко возобновил активность, присоединившись к крупной американской организации Bellator, где одержал победу над Бреннаном Уордом, но затем два боя проиграл и объявил о завершении карьеры профессионального бойца..
Был женат на коллеге по ММА бразильянке Кристиане Жустину, которая унаследовала его прозвище «Киборг». В 2011 году они разошлись.

## Статистика в профессиональном ММА
| Боёв 39  | Побед 21 | Поражений 18 |
| -------- | -------- | ------------ |
| Нокаутом | 12       | 12           |
| Сдачей   | 6        | 2            |
| Решением | 3        | 4            |

| Результат | Рекорд | Соперник           | Способ                       | Турнир                                            | Дата             | Раунд | Время | Место                    | Примечание                                                   |
| --------- | ------ | ------------------ | ---------------------------- | ------------------------------------------------- | ---------------- | ----- | ----- | ------------------------ | ------------------------------------------------------------ |
| Поражение | 21–18  | Майкл Пейдж        | KO (летучее колено)          | Bellator 158                                      | 16 июля 2016     | 2     | 4:31  | Лондон, Англия           |                                                              |
| Поражение | 21–17  | Саад Авад          | TKO (удары руками)           | Bellator 154                                      | 14 мая 2016      | 1     | 4:31  | Сан-Хосе, США            |                                                              |
| Победа    | 21–16  | Бреннан Уорд       | Сдача (скручивание пятки)    | Bellator 153                                      | 22 апреля 2016   | 1     | 0:30  | Анкасвилл, США           |                                                              |
| Победа    | 20–16  | Артенас Янг        | Единогласное решение         | Legacy FC 50                                      | 22 января 2016   | 3     | 5:00  | Хьюстон, США             |                                                              |
| Поражение | 19–16  | Мелвин Манхуф      | TKO (удары руками)           | Gringo Super Fight 10                             | 27 апреля 2014   | 1     | 0:46  | Рио-де-Жанейро, Бразилия | Бой за титул чемпиона Gringo Super Fight в полусреднем весе. |
| Победа    | 19–15  | Элтон Родригес     | TKO (удары руками)           | Warriors of God                                   | 17 августа 2013  | 1     | 1:37  | Уберландия, Бразилия     |                                                              |
| Поражение | 18–15  | Джордан Мейн       | TKO (удары локтями)          | Strikeforce: Barnett vs. Kharitonov               | 10 сентября 2011 | 3     | 3:18  | Цинциннати, США          |                                                              |
| Поражение | 18–14  | Ник Диас           | Сдача (рычаг локтя)          | Strikeforce: Diaz vs. Cyborg                      | 29 января 2011   | 2     | 4:50  | Сан-Хосе, США            | Бой за титул чемпиона Strikeforce в полусреднем весе.        |
| Победа    | 18–13  | Марюс Жаромскис    | TKO (удары руками)           | Strikeforce: Los Angeles                          | 16 июня 2010     | 1     | 2:38  | Лос-Анджелес, США        | Дебют в полусреднем весе.                                    |
| Победа    | 17–13  | Дэниел Зарате      | TKO (удар головой и руками)  | Samurai Fight Combat 2                            | 12 декабря 2009  | 1     | 1:41  | Куритиба, Бразилия       |                                                              |
| Поражение | 16–13  | Джоуи Вильясеньор  | Раздельное решение           | Strikeforce Challengers: Villasenor vs. Cyborg    | 19 июня 2009     | 3     | 5:00  | Кент, США                |                                                              |
| Поражение | 16–12  | Сияр Бахадурзада   | TKO (травма руки)            | World Victory Road Presents: Sengoku 5            | 28 сентября 2008 | 1     | 0:35  | Токио, Япония            |                                                              |
| Победа    | 16–11  | Макото Такимото    | Сдача (замок ахилла)         | World Victory Road Presents: Sengoku First Battle | 5 марта 2008     | 1     | 4:51  | Токио, Япония            |                                                              |
| Поражение | 15–11  | Гегард Мусаси      | TKO (удары руками)           | HCF: Destiny                                      | 1 февраля 2008   | 1     | 3:42  | Калгари, Канада          | Дебют в среднем весе.                                        |
| Поражение | 15–10  | Джеймс Зикич       | Единогласное решение         | Cage Rage 21                                      | 21 апреля 2007   | 5     | 5:00  | Лондон, Англия           | Бой за титул чемпиона Cage Rage в полутяжёлом весе.          |
| Победа    | 15–9   | Ёсукэ Нисидзима    | Сдача (удушение сзади)       | Pride Final Conflict Absolute                     | 10 сентября 2006 | 1     | 3:24  | Сайтама, Япония          |                                                              |
| Поражение | 14–9   | Кадзухиро Накамура | Сдача (американа)            | Pride Critical Countdown Absolute                 | 1 июля 2006      | 1     | 4:49  | Сайтама, Япония          |                                                              |
| Победа    | 14–8   | Франсис Кармон     | Решение большинства          | WFC: Europe vs Brazil                             | 20 мая 2006      | 3     | 5:00  | Копер, Словения          |                                                              |
| Победа    | 13–8   | Роберту Годои      | Единогласное решение         | Show Fight 4                                      | 6 апреля 2006    | 3     | 5:00  | Сан-Паулу, Бразилия      |                                                              |
| Поражение | 12–8   | Мелвин Манхуф      | KO (удары руками)            | Cage Rage 15                                      | 4 февраля 2006   | 2     | 3:51  | Лондон, Англия           | Бой за титул чемпиона Cage Rage в полутяжёлом весе.          |
| Победа    | 12–7   | Михал Матерла      | KO (удары руками)            | Jungle Fight 5                                    | 26 ноября 2005   | 2     | 2:03  | Манаус, Бразилия         |                                                              |
| Победа    | 11–7   | Даррен Литтл       | TKO (остановлен секундантом) | Cage Rage 13                                      | 10 сентября 2005 | 1     | 0:55  | Лондон, Англия           |                                                              |
| Победа    | 10–7   | Кассим Аннан       | Сдача (ногами по лежачему)   | Meca World Vale Tudo 12                           | 9 июля 2005      | 1     | 3:43  | Рио-де-Жанейро, Бразилия |                                                              |
| Победа    | 9–7    | Марк Эпштейн       | TKO (удары руками)           | Cage Rage 11                                      | 30 апреля 2005   | 1     | 2:16  | Лондон, Англия           |                                                              |
| Поражение | 8–7    | Энтони Риа         | TKO (удары руками)           | Cage Rage 10                                      | 26 февраля 2005  | 2     | 1:55  | Лондон, Англия           |                                                              |
| Поражение | 8–6    | Юки Кондо          | Единогласное решение         | Pancrase: Brave 10                                | 7 ноября 2004    | 3     | 5:00  | Токио, Япония            |                                                              |
| Поражение | 8–5    | Слаудиу Годои      | TKO (удары руками)           | Conquista Fight 1                                 | 20 декабря 2003  | 3     | 2:23  | Баия, Бразилия           |                                                              |
| Победа    | 8–4    | Лукас Лопес        | TKO (удары руками и ногой)   | Jungle Fight 1                                    | 13 сентября 2003 | 2     | 4:08  | Манаус, Бразилия         |                                                              |
| Поражение | 7–4    | Маурисиу Руа       | TKO (удары руками)           | Meca World Vale Tudo 9                            | 1 августа 2003   | 1     | 8:12  | Рио-де-Жанейро, Бразилия |                                                              |
| Победа    | 7–3    | Габриэл Сантус     | KO (удар коленом)            | K-NOCK                                            | 23 июля 2003     | 1     | 1:01  | Рио-де-Жанейро, Бразилия |                                                              |
| Победа    | 6–3    | Осами Сибуя        | KO (удар рукой)              | Pancrase: Hybrid 5                                | 18 мая 2003      | 1     | 1:20  | Иокогама, Япония         |                                                              |
| Победа    | 5–3    | Силвиу ди Соуза    | KO (удар рукой)              | Meca World Vale Tudo 7                            | 8 ноября 2002    | 1     | 0:10  | Куритиба, Бразилия       |                                                              |
| Поражение | 4–3    | Анжелу Араужу      | TKO (удары руками)           | IVC 14: USA vs Brazil                             | 11 ноября 2001   | 1     | 8:46  | Каракас, Венесуэла       |                                                              |
| Победа    | 4–2    | Жефферсон Силва    | KO (удар рукой)              | IVC 14: USA vs Brazil                             | 11 ноября 2001   | 1     | 2:28  | Каракас, Венесуэла       |                                                              |
| Победа    | 3–2    | Аарон Салливан     | TKO (удары руками)           | IVC 14: USA vs Brazil                             | 11 ноября 2001   | 1     | 0:13  | Каракас, Венесуэла       |                                                              |
| Поражение | 2–2    | Жорже Магальяйнш   | Единогласное решение         | Heroes 2                                          | 30 июня 2001     | 1     | 12:00 | Рио-де-Жанейро, Бразилия |                                                              |
| Поражение | 2–1    | Жозе Ланди-Жонс    | TKO (удары руками)           | BVF 8: Campeonato Brasileiro de Vale Tudo 2       | 20 ноября 1997   | 1     | 8:18  | Бразилия                 |                                                              |
| Победа    | 2–0    | Адриану Верделли   | Сдача (удары руками)         | BVF 8: Campeonato Brasileiro de Vale Tudo 2       | 20 ноября 1997   | 1     | 1:56  | Бразилия                 |                                                              |
| Победа    | 1–0    | Роберту Перейра    | Сдача (удушение сзади)       | BVF 8: Campeonato Brasileiro de Vale Tudo 2       | 20 ноября 1997   | 1     | 2:37  | Бразилия                 |                                                              |